# 이가은 (1994년)
이가은(1994년 8월 20일 ~ )은 대한민국의 가수이자 배우로, 1994년 8월 20일에 서울특별시 용산구에서 외동딸로 태어났다. 2012년 4월 10일 애프터스쿨의 열한 번째 멤버로 영입되었다. 2012년 6월 5번째 싱글 〈FLASHBACK〉으로 활동을 시작하였으나, 애프터스쿨이 대한민국에서는 2013년 하반기부터, 일본에서는 2014년 하반기부터 현재까지 공백기를 보내면서 실질적으로 아이돌로 활동한 기간은 2년여에 불과하다.

## 내력
2017년
- SBS 플러스 아이돌마스터.KR - 꿈을 드림에서 극중 걸 그룹 레드퀸의 채나경 역을 맡으며 연기자로도 나섰다.

2018년
- 4월부터 촬영을 시작한 엠넷의 PRODUCE 48에 연습생 허윤진과 함께 참여하여 높은 순위를 유지하였으나, 8월 31일 방영된 마지막회에서 최종 14위로 밀려 끝내 아이즈원으로 데뷔하지 못하였다.[5] (하지만 2020년 11월 18일 안준영PD의 2심 재판 판결에서 프로듀스 시리즈 피해 연습생 명단이 공개되었는데, 이가은은 원래 5위를 차지해서 실제로는 데뷔권 순위에 들었던 것으로 밝혀졌다.)
- 애프터스쿨 멤버였던 박수아의 2018년 10월 인터뷰에서 다른 걸 그룹으로의 데뷔를 준비하고 있다고 했으나[6] 사실이 아니었다.

2019년
- 7월 5일, 솔로 앨범 기억할게를 발매하였다.
- 이후, 가은은 플레디스와 계약이 만료되는 2019년 7월 6일을 끝으로 애프터스쿨을 졸업하였고[7], 동시에 플레디스와 결별한 후 동년 7월 16일 높은 엔터테인먼트와 계약을 맺으며 사실상 배우로 전향했다.[8]

## 학력
- 서울방송고등학교 (졸업)
- 동덕여자대학교 방송연예과 (학사)

## 음반

### 디지털 싱글
- 2019년 7월 5일 〈기억할게〉

### 참여 음반
- 2017년 5월 22일 레드퀸 - 〈SUPER GIRL MAGIC〉, 〈ATTENTION〉 (아이돌마스터.KR OST Part 2)

## 음반 외 활동

### 드라마
- 2014년 KBS 2TV 월화드라마 《트로트의 연인》 - 뮤직탱크 MC 역 (특별출연)
- 2017년 SBS 플러스 《아이돌마스터.KR - 꿈을 드림》 - 채나경 역
- 2021년 tvN 월화드라마 《하이클래스》 - 레이첼 조 역
- 2022년 JTBC 《디 엠파이어 : 법의 제국》 - 장지이 역
- 2023년 tvN 수목드라마 《조선정신과의사유세풍2》 - 소천 역
- 2023년 KBS 1TV 일일드라마 《우당탕탕 패밀리》 - 윤지연 역

### 영화
- 2020년 모텔리어 - 다희 역

### 뮤직비디오
- 2014년 4월 15일 뉴챔프 〈야하게 (Feat. 계범주, 지희필)〉
- 2014년 12월 12일 계범주 〈28.5〉
- 2015년 7월 30일 계범주 〈GIVE IT 2 U〉

### 방송
- 2018년 6월 15일 ~ 8월 31일: 엠넷 PRODUCE 48 - 참가자

## 그 외
- 한때 일본 와카야마현에서 살았던 적이 있어서 일본어에 능통하다.
- 레이나를 매우 잘 따랐다고 한다.